# Angels & Ghosts
| Совокупная оценка | Совокупная оценка |
| Источник          | Оценка            |
| ----------------- | ----------------- |
| Metacritic        | 67/100            |
| Оценки критиков   |                   |
| Источник          | Оценка            |
| Allmusic          | [ 2 ]             |
| The Guardian      | [ 3 ]             |
| The Observer      | [ 4 ]             |
| Pitchfork Media   | 5.7/10            |
| Rolling Stone     | [ 6 ]             |
| Under the Radar   | 7/10              |

Angels & Ghosts (в переводе с англ. — «Ангелы и призраки») — пятый студийный альбом британского электронного дуэта Soulsavers. Пластинка была выпущена 23 октября 2015 года и является вторым сотрудничеством с Дейвом Гааном, который также как и на предыдущем альбоме The Light the Dead See выступил в качестве автора слов и ведущего вокалиста. Хотя данная работа и является очередной в дискографии музыкантов, он был выпущен под названием «Dave Gahan and Soulsavers» (вышедший ранее предшественник имел только название коллектива).
В поддержку альбома группа отправилась в мини-тур (впервые с Дейвом Гааном), который включил в себя концерты на крупных площадках концертных залов в Америке и Европе и выступления на телевидении.

## Список композиций
Все песни написаны Дейвом Гааном и Soulsavers.
| №  | Название                  | Длительность |
| -- | ------------------------- | ------------ |
| 1. | «Shine»                   | 3:40         |
| 2. | «You Owe Me»              | 4:22         |
| 3. | «Tempted»                 | 4:19         |
| 4. | «All Of This And Nothing» | 4:17         |
| 5. | «One Thing»               | 4:40         |
| 6. | «Don't Cry»               | 4:43         |
| 7. | «Lately»                  | 4:32         |
| 8. | «The Last Time»           | 3:57         |
| 9. | «My Sun»                  | 3:59         |

## Позиции в чартах
| Чарт (2015)                      | Высшая позиция |
| -------------------------------- | -------------- |
| Австрия (Ö3 Austria)             | 18             |
| Бельгия/Фландрия (Ultratop)      | 31             |
| Бельгия/Валлония (Ultratop)      | 9              |
| Нидерланды (Album Top 100)       | 60             |
| Франция (SNEP)                   | 33             |
| Германия (Offizielle Top 100)    | 5              |
| Венгрия (MAHASZ)                 | 19             |
| Ирландия (IRMA)                  | 62             |
| Италия (Classifica album)        | 7              |
| Польша (ZPAV)                    | 3              |
| Португалия (AFP)                 | 29             |
| Испания (PROMUSICAE)             | 46             |
| Швеция (Sverigetopplistan)       | 54             |
| Швейцария (Schweizer Hitparade)  | 5              |
| Великобритания (UK Albums Chart) | 27             |